# Nico Siegrist
Nico Siegrist (Adligenswil, 9 juni 1991) is Zwitsers voetballer die vooral als aanvaller speelt. Siegrist speelt sinds 2015 voor SC Kriens. In het seizoen 2018/19 werd Siegrist topscorer van de Challenge League, hij maakt 16 doelpunten.